# Sorocelis bipartita
Sorocelis bipartita is een platworm (Platyhelminthes). De worm is tweeslachtig. De soort leeft in of nabij het zoete water van het Baikalmeer.
Het geslacht Sorocelis, waarin de platworm wordt geplaatst, wordt tot de familie Dendrocoelidae gerekend. De wetenschappelijke naam van de soort werd voor het eerst geldig gepubliceerd in 1903 door Sabussow.